# Diana Rast
Pour les articles homonymes, voir Rast.
Diana Rast, née le 28 août 1970, est une coureuse cycliste suisse.

## Biographie
En 1996, elle est 15e de la course en ligne et du contre-la-montre des Jeux olympiques d'Atlanta.

## Palmarès sur route[1]

### Palmarès par années
- 1993
  - 3e du championnat de Suisse sur route
- 1995
  - 3e du championnat de Suisse sur route
- 1996
  - 2e du championnat de Suisse du contre-la-montre
  - 2e du Tour de Toscane féminin-Mémorial Michela Fanini
  - 3e du Tour de Berne féminin
- 1997
  - Tour de Berne féminin
  - 3e du championnat de Suisse sur route
  - 3e du Emakumeen Euskal Bira
  - 2e du championnat de Suisse du contre-la-montre
- 1998
  - Tour féminin en Limousin
  - 2e du championnat de Suisse sur route
  - 2e du championnat de Suisse du contre-la-montre
- 1999
  - 2e du Tour de Berne féminin
- 2000
  -  Championne de Suisse sur route
  - GP Winterthur
- 2003
  - 3e du championnat de Suisse sur route

## Palmarès en cyclo-cross
- 2006
  - Möriken
  - GP Luzern
- 2007
  - GP Luzern